# Cyclodinus desbrochersi
Cyclodinus desbrochersi là một loài bọ cánh cứng trong họ Anthicidae. Loài này được Pic miêu tả khoa học năm 1893.